# Toilettensitz

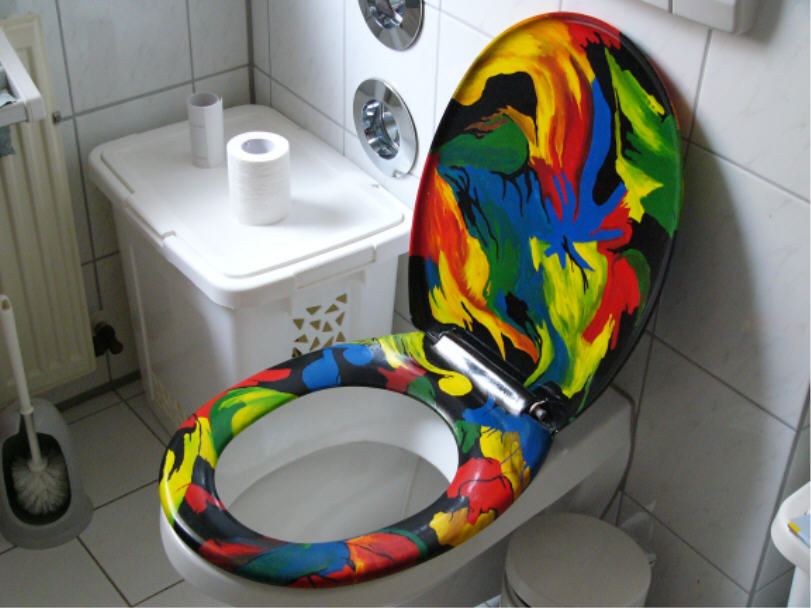
Farbig gestaltete WC-Brille mit hochgeklappten Klodeckel

Ein Toilettensitz, handelsüblich WC-Sitz, (umgangssprachlich auch WC-, Toiletten- oder Klobrille genannt, in Österreich auch Klobrettl) ist eine meist hochklappbare Sitzfläche für die Toilette in der Form eines Ringes, der bei manchen Modellen an der Vorderseite aus hygienischen und praktischen Gründen durchbrochen ist. WC-Brillen werden meist aus Kunststoff oder lackiertem Holz gefertigt, da diese Materialien hautfreundlich, abwaschbar und hinreichend stabil sind. Andere Materialien wie zum Beispiel Metall werden eher selten verwendet. Häufig ist der Toilettenkörper aus optischen, hygienischen oder praktischen Gründen mit einem Klodeckel komplett zudeckbar, um ihn z. B. auch als Sitz- oder Ablagefläche nutzen zu können.

## Funktion
Der Sinn eines Toilettensitzes ist es, den direkten Hautkontakt mit der als unangenehm kalt empfundenen Keramik der Toilettenschüssel zu vermeiden sowie die Sitzfläche für unterschiedliche Gesäßgrößen passend zu machen.

### Hygiene
Durch die glatte, trockene Oberfläche bilden WC-Sitze einen schlechten Nährboden für Keime. Daher ist die Verwendung antibakterieller Badreiniger für die Toilettenbrille nach herrschender medizinischer Meinung nicht erforderlich. Sie nutzen nicht und würden nur zu einer ungewollten Resistenz der Keime führen können.
Mit Klick- bzw. Schnellscharnieren lässt sich ein Toilettensitz leicht von der Toilette abnehmen, reinigen und wieder anbringen. Damit können Toilettensitze bei jeder Reinigung also komplett entfernt werden.
In öffentlichen Toiletten gibt es manchmal Schutzfolien bzw. Schutzpapiere in Form der WC-Brille, um diese aus hygienischen Gründen einmalig abzudecken. Es gibt aber auch spezielle Tücher zum Säubern der Toilettenbrille.

## Ausführungen
Toilettensitze werden meist als Funktionseinheit mit einem Toilettendeckel zum Schließen der Toilette ausgeliefert. Angeboten wird eine Vielzahl von WC-Brillen und Deckelmodellen in unterschiedlichen Farbtönen oder Gestaltungen. Weit verbreitet sind Modelle in („Sanitär“-)Weiß. Es gibt einfarbige Modelle in sogenannten Sanitärfarben, die mit der entsprechenden Farbgebung anderer Sanitärobjekte in einem Raum harmonieren, bis hin zu einem bunten, mitunter „künstlerischen“ Design (siehe Bild) oder durchsichtigem, teils transparent eingefärbtem Kunststoff mit eingeschlossenen Gestaltungsobjekten wie Muscheln, Steinen oder auch Stacheldraht.
Zwar lassen sich die meisten Toilettensitze an jedem gängigen WC montieren, eine Norm für die Scharniere gibt es jedoch nicht. Edelstahl-Scharniere sind robust, stabil und langlebig. Es gibt WC-Brillen und -Deckeleinheiten in verschiedenen Größen in Anpassung an unterschiedliche Toiletten-Modelle, Ausführungen mit integrierten Aufsätzen für Kinder, Sitze mit Absenkautomatik und sogenannte Hygienesitze mit einer nach jeder Benutzung erneuerten PE-Schlauchfolie, sowie erhöhte Modelle für Senioren und Behinderte.
Neuere WC-Brillen bieten auch Geruchsabsaugung an. Dabei werden die Fäkalgase direkt an der Sitzfläche abgesaugt und in Aktivkohlefiltern adsorbiert. In Ostasien sind beheizte und selbstreinigende Modelle bekannt. In vielen japanischen Toiletten wurde die einfache WC-Brille vom Washlet abgelöst.